# Pier Francesco Cavazza

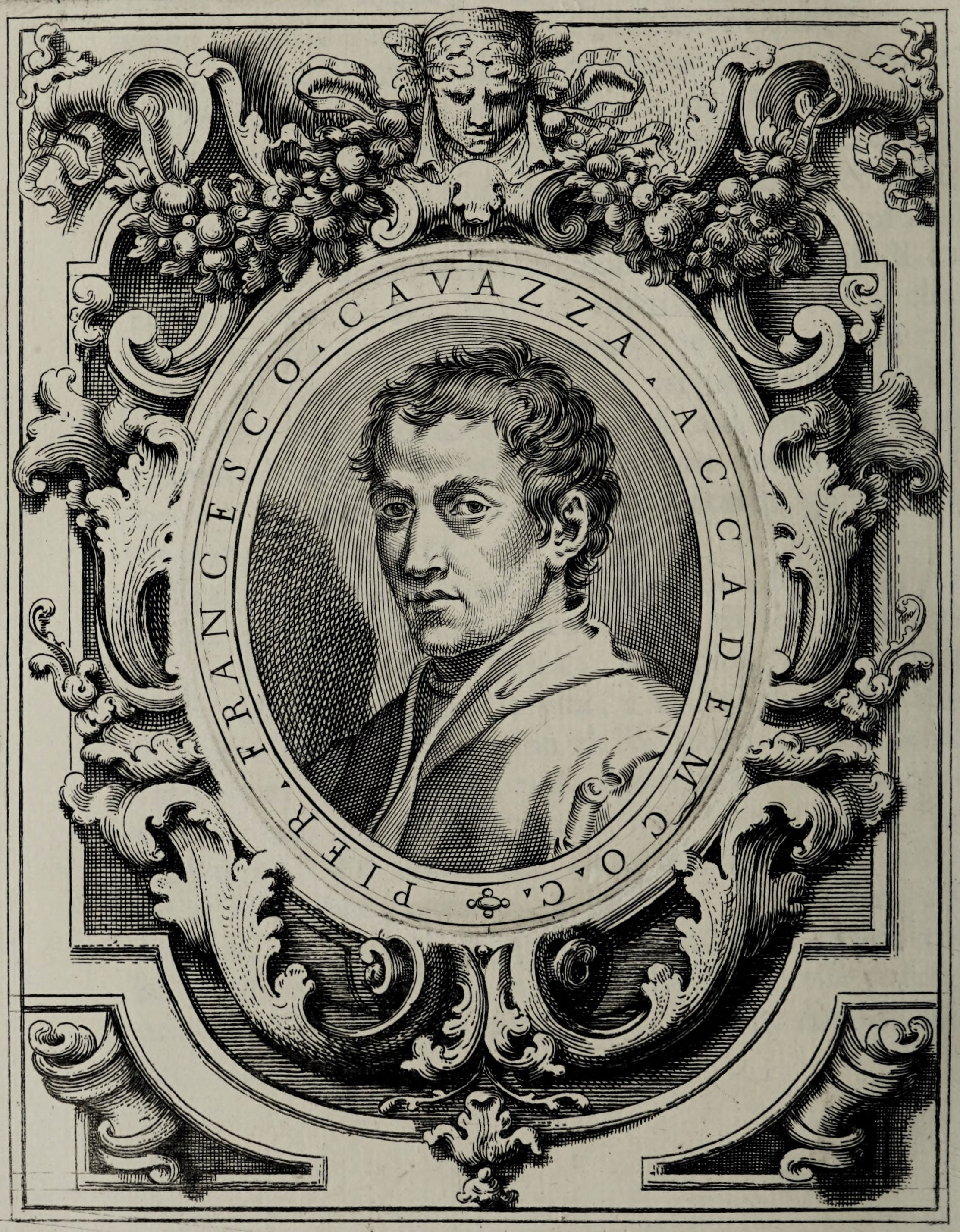
Pier Francesco Cavazza (Bulino).

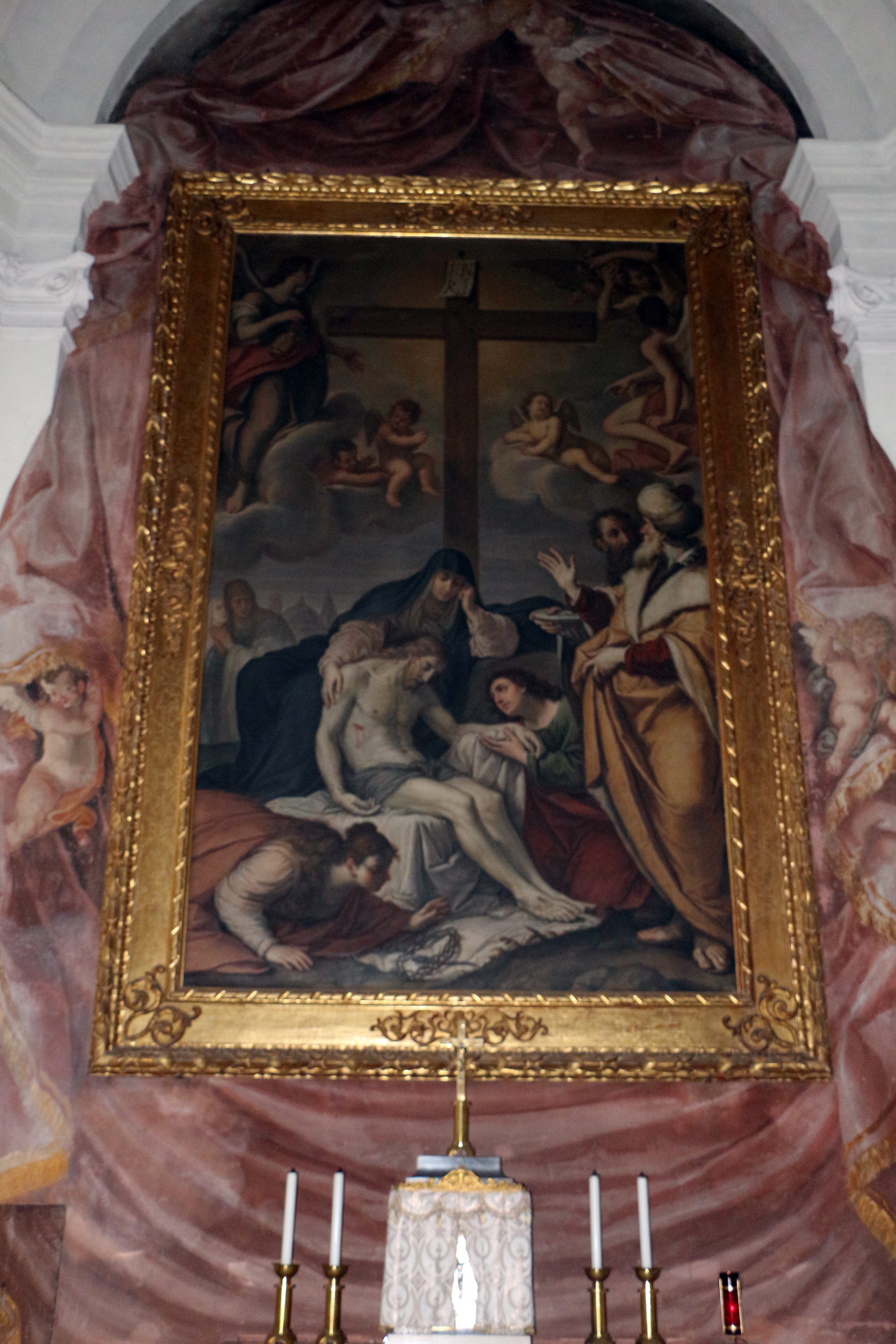
Compianto sul Cristo morto, 1712, San Domenico, Bologna

Pier Francesco Cavazza (Bologna, 3 novembre 1677 – Bologna, 14 ottobre 1733) è stato un pittore e collezionista d'arte italiano principalmente attivo nella nativa Bologna.

## Biografia
Si formò a Bologna presso la scuola dei Viani, inizialmente diretta da Giovanni Maria Viani, a cui successe alla morte il figlio Domenico Viani, dove fu influenzato dalle opere del Guercino. Fu  uno dei primi membri dell'Accademia Clementina, ove ricoprì vari ruoli: direttore dal 1715 e 1719, viceprincipe nel 1725, giudice di scultura (nell'ambito di un concorso) nel 1728. A differenza di altri allievi dei Viani, si interessò meno alla pittura e accumulò una collezione di circa 20.000 incisioni e disegni. Alla sua morte la collezione fu dapprima acquistata dal conte Girolamo Bolognetti, che la donò a Benedetto XIV, presso il quale divenne il nucleo iniziale della grande collezione che lo stesso papa donò alla biblioteca dell'Istituto delle scienze; oggi è conservata presso la Pinacoteca nazionale di Bologna.
Della sua attività di pittore rimangono oggi tre dipinti: Il Crocefisso si stacca dalla croce per sanare la piaga a s. Pellegrino Laziosi (1711), iniziato da Viani e completato da Cavazza alla morte del maestro, nella basilica di Santa Maria dei Servi, Compianto sul Cristo morto (1711) nella basilica patriarcale di San Domenico, Gloria d'angeli con i ss. Sebastiano e Rocco e la veduta di Bologna, inizialmente dipinto per l'oratorio dei SS. Sebastiano e Rocco e attualmente conservato presso l'accademia di belle arti di Bologna. Sono invece andati perduti: Vergine con i ss. Giovanni e Sebastiano (copia da un dipinto di anonimo), Adorazione dei Magi, SS. Nicolò e Giovanni, e sono irreperibili Presepe, S. Pellegrino Laziosi, S. Lorenzo con il beato Gioacchino servita e la beata Falconieri, S. Bernardino da Siena, oltre a diverse tele della sua attività da copista.